# Petalidium cirrhiferum
Petalidium cirrhiferum là một loài thực vật có hoa trong họ Ô rô. Loài này được S.Moore miêu tả khoa học đầu tiên năm 1902.